# Philadelphia Warriors 1947-1948
La stagione 1947-48 dei Philadelphia Warriors fu la 2ª nella BAA per la franchigia.
I Philadelphia Warriors vinsero la Eastern Division con un record di 27-21. Nei play-off vinsero la semifinale con i St. Louis Bombers (4-3), perdendo poi la finale con i Baltimore Bullets (4-2).

## Risultati
| Squadra                 | V  | P  | %    | GB |
| ----------------------- | -- | -- | ---- | -- |
| Philadelphia Warriors   | 27 | 21 | 56,3 | -  |
| New York Knicks         | 26 | 22 | 54,2 | 1  |
| Boston Celtics          | 20 | 28 | 41,7 | 7  |
| Providence Steamrollers | 6  | 42 | 12,5 | 21 |

## Roster
| \| Pos. \| Num. \| Naz. \| Nome \| Altezza \| Peso \| Data nascita \| Provenienza \| \| ---- \| ---- \| ---- \| ---------------- \| ------- \| ------ \| ------------ \| --------------------------- \| \| A/C \| 15 \| \| Beenders, Hank \| 198 cm \| 84 kg \| 02-06-1916 \| Long Island \| \| A \| 14 \| \| Brown, Stan \| 191 cm \| 91 kg \| 27-06-1929 \| S. Philadelphia High School \| \| G \| 7 \| \| Crossin, Chink \| 185 cm \| 75 kg \| 04-07-1924 \| Pennsylvania \| \| A \| 12 \| \| Dallmar, Howie \| 193 cm \| 91 kg \| 24-05-1922 \| Pennsylvania \| \| G/AP \| 6 \| \| Fleishman, Jerry \| 188 cm \| 86 kg \| 14-02-1922 \| New York \| \| A/C \| 10 \| \| Fulks, Joe \| 196 cm \| 86 kg \| 26-10-1921 \| Murray State \| \| C \| 20 \| \| Halbert, Chick \| 206 cm \| 102 kg \| 27-02-1919 \| West Texas A&M \| \| C \| 18 \| \| Hillhouse, Art \| 201 cm \| 100 kg \| 12-06-1916 \| Long Island \| \| G/AP \| 9 \| \| Kaplowitz, Ralph \| 188 cm \| 77 kg \| 18-05-1919 \| New York \| \| G \| 5 \| \| Musi, Angelo \| 175 cm \| 66 kg \| 25-07-1918 \| Temple \| \| A \| 7 \| \| O'Brien, Bob \| 193 cm \| 86 kg \| 26-01-1927 \| Pepperdine \| \| A/C \| 19 \| \| Rocker, Jack \| 196 cm \| 84 kg \| 12-08-1922 \| UC Berkeley \| \| G \| 4 \| \| Sailors, Kenny \| 178 cm \| 79 kg \| 14-01-1921 \| Wyoming \| \| G \| 8 \| \| Senesky, George \| 188 cm \| 81 kg \| 04-04-1922 \| Saint Joseph's \| | Allenatore - Eddie Gottlieb Legenda - (C) Capitano - (FA) Free agent - (S) Sospeso - (TW) Contratto Two-way - (GL) Assegnato a squadra G League affiliata - Infortunato Roster • Transazioni · Ultima transazione: 10 maggio 1948 |                        |                  |         |        |              |                             |
| Pos. | Num. | Naz.                   | Nome             | Altezza | Peso   | Data nascita | Provenienza                 |
| A/C | 15 | Stati Uniti (bandiera) | Beenders, Hank   | 198 cm  | 84 kg  | 02-06-1916   | Long Island                 |
| A | 14 | Stati Uniti (bandiera) | Brown, Stan      | 191 cm  | 91 kg  | 27-06-1929   | S. Philadelphia High School |
| G | 7 | Stati Uniti (bandiera) | Crossin, Chink   | 185 cm  | 75 kg  | 04-07-1924   | Pennsylvania                |
| A | 12 | Stati Uniti (bandiera) | Dallmar, Howie   | 193 cm  | 91 kg  | 24-05-1922   | Pennsylvania                |
| G/AP | 6 | Stati Uniti (bandiera) | Fleishman, Jerry | 188 cm  | 86 kg  | 14-02-1922   | New York                    |
| A/C | 10 | Stati Uniti (bandiera) | Fulks, Joe       | 196 cm  | 86 kg  | 26-10-1921   | Murray State                |
| C | 20 | Stati Uniti (bandiera) | Halbert, Chick   | 206 cm  | 102 kg | 27-02-1919   | West Texas A&M              |
| C | 18 | Stati Uniti (bandiera) | Hillhouse, Art   | 201 cm  | 100 kg | 12-06-1916   | Long Island                 |
| G/AP | 9 | Stati Uniti (bandiera) | Kaplowitz, Ralph | 188 cm  | 77 kg  | 18-05-1919   | New York                    |
| G | 5 | Stati Uniti (bandiera) | Musi, Angelo     | 175 cm  | 66 kg  | 25-07-1918   | Temple                      |
| A | 7 | Stati Uniti (bandiera) | O'Brien, Bob     | 193 cm  | 86 kg  | 26-01-1927   | Pepperdine                  |
| A/C | 19 | Stati Uniti (bandiera) | Rocker, Jack     | 196 cm  | 84 kg  | 12-08-1922   | UC Berkeley                 |
| G | 4 | Stati Uniti (bandiera) | Sailors, Kenny   | 178 cm  | 79 kg  | 14-01-1921   | Wyoming                     |
| G | 8 | Stati Uniti (bandiera) | Senesky, George  | 188 cm  | 81 kg  | 04-04-1922   | Saint Joseph's              |

## Staff tecnico
- Allenatore: Eddie Gottlieb